# Feldjäger
Il Feldjäger è l'unità di polizia militare delle forze armate tedesche, Bundeswehr. Il termine Feldjäger (letteralmente: "cacciatore di campagna") risale storicamente alla metà del XVII secolo.
Il motto di questa unità è Cuique suum (“A ciascuno il suo”), derivato dalla citazione di Ulpiano, giurista romano,D. 1.1.10pr «Iustitia est constans et perpetua voluntas ius suum cuique tribuendi. Iuris praecepta sunt haec: honeste vivere, alterum non laedere, suum cuique tribuere.»
Il corpo del Feldjäger ha l'autorità di svolgere i suoi compiti su tutte le unità delle forze armate tedesche (Bundeswehr), nonché su unità della marina, dell'aeronautica o dei servizi comuni come il servizio medico. Opera sotto l'autorità diretta del Comando dei servizi comuni a Colonia.

## Organizzazione
Il Feldjäger è organizzato in una trentina di uffici dislocati su tutto il territorio, consentendo così ad ogni soldato tedesco di richiedere il proprio intervento se necessario. Queste unità hanno anche un numero di telefono di emergenza (01803-90 9999), che consente ai soldati tedeschi di contattare l'unità più vicina in qualsiasi momento.

## Missioni
Il Feldjäger svolge quattro missioni principali:
- mantenere l'ordine nelle unità militari e garantire l'applicazione dei regolamenti;
- controllare il traffico stradale militare;
- garantire la sicurezza;
- svolgere determinate indagini.

Secondo la legge, il Feldjäger ha autorità solo sui militari e sui civili che lavorano per le forze armate federali ad esclusione di qualsiasi altra persona, purché questa non entri in un complesso militare.

### Mantenimento dell'ordine

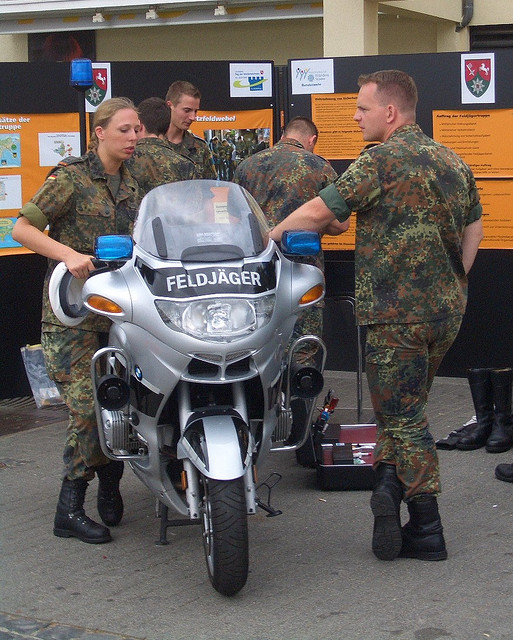
Alcuni militari del Feldjäger

Per mantenere l'ordine e la disciplina, il Feldjäger pattuglia i complessi militari e i luoghi in cui si riuniscono i soldati. Pattuglia anche durante i principali eventi militari, partecipa al controllo dell'accesso ai quartieri militari, assiste nei tribunali della giustizia militare e partecipa all'arresto e alla detenzione di disertori e soldati giudicati colpevoli di crimini o misfatti. È anche responsabile della detenzione e della condotta dei prigionieri di guerra.

### Controllo del traffico

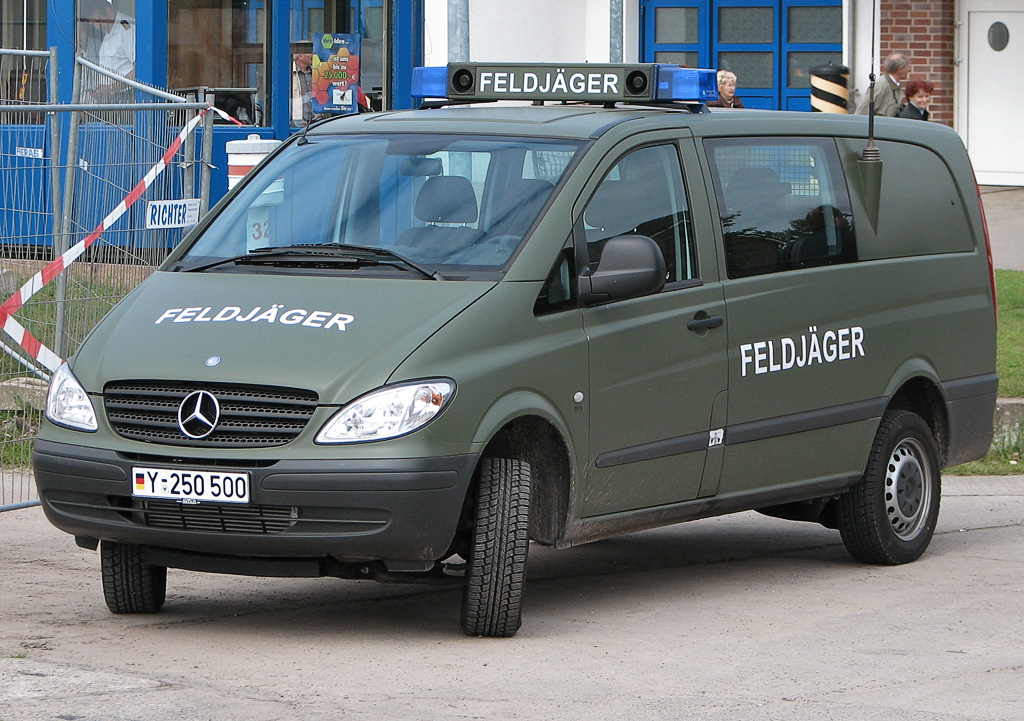
Macchina Mercedes del Feldjäger

Quando è incaricato di missioni di controllo del traffico stradale, il Feldjäger lavora a stretto contatto con le forze di polizia civili per garantire la sicurezza della rete e dei militari. Inoltre, le responsabilità del Feldjäger comprendono la ricognizione e la marcatura dei percorsi, la stesura di rapporti a seguito di incidenti che coinvolgono veicoli militari, la scorta di particolari convogli militari (merci di grandi dimensioni o pericolose), nonché i controlli di sicurezza durante il trasporto di materiali pericolosi.

### Operazioni di sicurezza

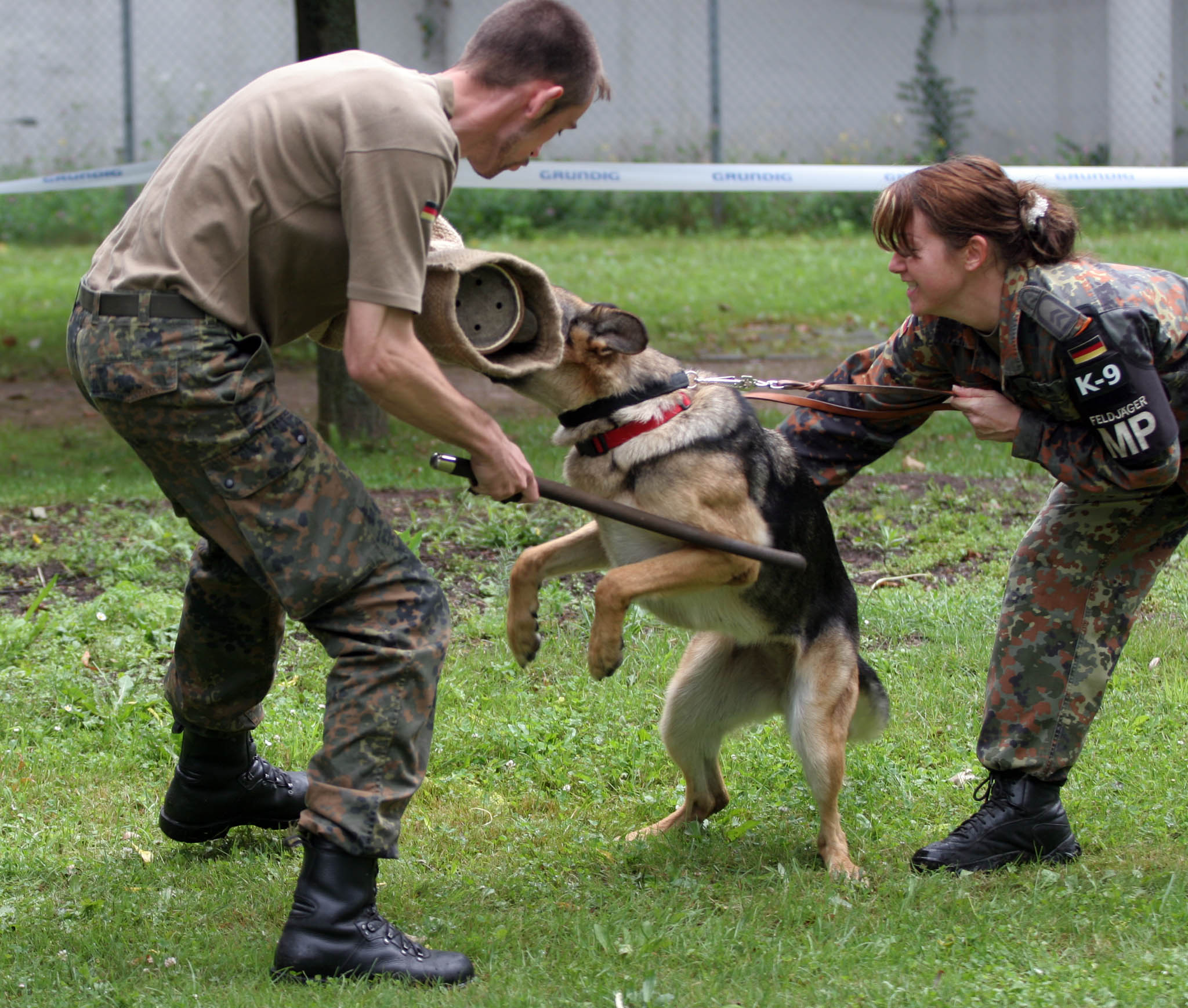
Unità cinofila in addestramento

Le operazioni di sicurezza condotte dal Feldjäger mirano a proteggere le forze armate da qualsiasi attacco che potrebbe essere loro fatto. Queste missioni includono anche la protezione e la sicurezza delle cerimonie militari ufficiali. Inoltre, questa unità può essere chiamata a garantire, alle stesse condizioni, la protezione delle forze armate alleate. Può anche essere responsabile della sicurezza di alcune personalità militari.
Le unità del Feldjäger possono anche garantire la protezione dei posti di comando di grandi unità, la scorta di personalità, la sicurezza di mostre e altri eventi. Sono anche chiamati a guidare alcune missioni anti-sommossa e sono responsabili di un ruolo consultivo in materia di sicurezza per i leader militari.

### Indagini
Le indagini e le inchieste costituiscono un'altra parte delle varie missioni del Feldjäger.
Queste indagini vanno da gravi incidenti stradali a indagini che coinvolgono personale militare, compresa la ricerca di disertori. Il Feldjäger è anche responsabile delle unità cinofile militari. I cani vengono addestrati prima come cani da pattuglia e poi per missioni di ricerca su esplosivi e narcotici presso la scuola MWD di Coblenza.
Durante gli schieramenti militari all'estero, il Feldjäger svolge le stesse funzioni di polizia militare a beneficio delle forze armate tedesche. Sono inoltre spesso integrati in unità di polizia militare internazionale, cooperando così con altre unità di polizia militare, nonché con le autorità locali. La perquisizione domiciliare nell'ambito della ricerca del possesso illegale di un'arma fa quindi parte della loro sorte quotidiana. Possono anche essere tenuti a svolgere missioni di sicurezza dell'area aeroportuale.
Per svolgere queste missioni molto diverse, i membri del Feldjäger seguono numerosi corsi di formazione presso la scuola di polizia militare di Sonthofen, nonché corsi specializzati all'interno della polizia civile. Uno dei corsi che tutto il personale deve completare con successo è il corso di lingua inglese che poi li rende perfetti ufficiali di collegamento nelle missioni internazionali.